# Terminal (Asunción)
El barrio Terminal está situado en la ciudad de Asunción, capital del Paraguay.

## Historia

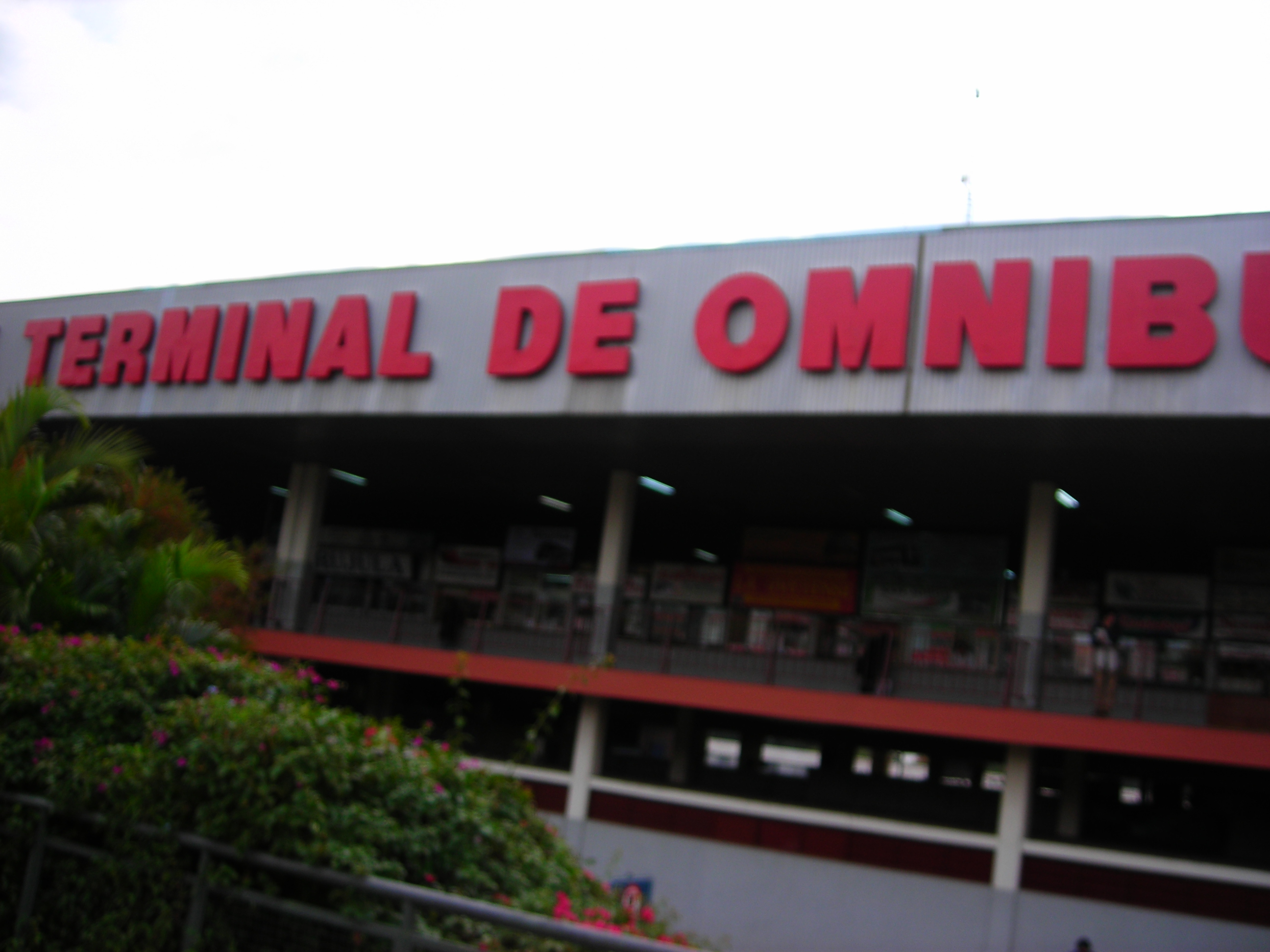
La Terminal que da nombre al Barrio.

Según testimonio de los pobladores más antiguos, el lugar era utilizado para cultivo (chacra) y pertenecía a la familia Acosta López que lo loteo y vendió posteriormente a personas que provenían del interior del país en busca de mejores condiciones de vida. Un considerable porcentaje de su población es relativamente nuevo, se mudaron a la zona, luego de que la Terminal entrara a funcionar, dedicándose al comercio. Los pobladores y las autoridades conocen el barrio con el nombre de Ysaty y afirman que se le denomina Terminal por la presencia de la Terminal de Ómnibus. Quienes lo conocen con este nombre son las personas que no viven en el mismo.

## Características
El barrio Terminal es bastante irregular y bajo, sobre todo en el centro se observan leves elevaciones hacia las calles Pilar y Ecuador y declives hacia De la Victoria. Una zanja que cruza el terreno desde De la Victoria hasta República Argentina, ocasiona en los días de lluvia un gran raudal arrastrando basuras.
Desde la construcción y funcionamiento de la Terminal de ómnibus en el barrio gran parte del mismo se ha convertido en zona comercial e industrial, pero el uso de suelo es mayormente habitacional.

## Hidrografía
El arroyo Ysaty atraviesa el extremo del barrio Terminal.

## Clima
Vientos predominantes del norte y sur. Clima subtropical, la temperatura media es de 28 °C en el verano y 17 °C en el invierno. El promedio anual de precipitaciones es de 1700 mm.

## Límites
El barrio Terminal tiene como limitantes a las Avenidas República Argentina, De la Victoria, las calles Ecuador y Pilar.
- Al norte limita con el barrio Nazareth.

- Al sur limita con el barrio San Pablo.

- Al este limita con el barrio Hipódromo.

- Al oeste limita con la ciudad Lambaré.

## Superficie
Tiene 0,75 km².

## Principales avenidas y calles
Las avenidas principales son República Argentina, Fernando de la Mora y De la Victoria y están asfaltadas. 
Las calles importantes son Tobatí, Caaguazú, Alto Paraguay, Yuasy`y, Mencia de Sanabria, Universitarias del Chaco, Yvapovô, Panambí Vera, entre otros.

## Transporte
La Terminal de ómnibus de la Capital situada en el barrio hace que todas las líneas de transportes interurbanas e internacionales lleguen hasta el sector. Algunas de las líneas de ómnibus que prestan servicio en el lugar son; 41, 42, 31, Línea 38 (Asunción), 25, 14, 3, 8, 10 entre otros.

## Medios de Comunicación
Operan cuatro canales de televisión abiertos y varias empresas que emiten señales por cable. Se conectan con veinte emisoras de radio que transmiten en frecuencias AM y FM. Cuenta con los servicios telefónicos de Copaco y los de telefonía celular, además cuenta con otros varios medios de comunicación y a todos los lugares llegan los diarios capitalinos.

## Población
El barrio Terminal tiene un total de 4.305 habitantes, según los datos del censo del 2002 de la DGEEC, de los cuales 46.8% son hombres y 53.1 % son mujeres. 
La densidad poblacional es de 5.740 hab/km².

## Demografía
Existen 1.479 viviendas aproximadamente con un promedio de 3 habitantes por cada una de ellas.
El 98% de las familias cuentan con energía eléctrica
El 70% de las familias cuentan con agua corriente.
El 80% de las familias cuentan con el servicio de recolección de basura.
El 50% de las familias cuentan con red telefónica.
En materia sanitaria los pobladores recurren al centro de salud y al hospital que se encuentra en barrios aledaños
En el ámbito educativo cuenta con una escuela y un colegio público además de un instituto privado de dactilografía e informática.

## Instituciones y Organizaciones existentes
- Colegio Nacional de EMD Ntra. Sra. Stella Maris
- Colegio Nacional de EMD Ysaty

## Comisiones vecinales
Existen tres comisiones vecinales 
- Comisión vecinal Pro-empedrado Ybyrapyta
- Comisión vecinal Alto Paraguay
- Comisión Vecinal Cruce de las Avenidas E. Ayala / Boggiani / Montanaro
- Comisión vecinal Katupyry, de carácter intermunicipal, dado que su área de acción, abarca parte de la ciudad de Lambaré y parte de la ciudad de Asunción y está reconocida por las dos municipalidades.

Sus objetivos son el mejoramiento de las condiciones de vida de los habitantes de la zona, así como la construcción de puentes, pavimentación, desagüe pluvial, cloacal, manteniemiento de plazas y parques infantiles, entre otras muchas obras más.
Otros 
- Comisión Pro-capilla Nuestra Señora de la Asunción
- Comisión Directiva del Club Boquerón

## Instituciones No Gubernamentales
- Religiosas

- Católica
- Parroquia San Miguel Arcángel

## Instituciones Gubernamentales
- Educativas:
- Escuela María Felicidad González
- Colegio Nacional de EMD Ysaty
- Colegio Nacional de EMD Ntra. Sra. Stella Maris

- Municipales:
- Plazas:
- Unión Ysateña

- Otras
- Terminal de Ómnibus de Asunción (TOA)